# Eugène Peyrusse
Pour les articles homonymes, voir Peyrusse (homonymie).
Eugène Peyrusse est un homme politique français né le 14 mars 1820 à Lézignan (Aude) et mort le 22 juin 1906 à Névian (Aude).

## Biographie
Avocat à Narbonne en 1843, il est conseiller général en 1848, administrateur des hôpitaux de Narbonne en 1852 et maire de Narbonne en 1860. Il est député de l'Aude de 1864 à 1870, siégeant dans la majorité soutenant le Second Empire.

## Sources
- « Eugène Peyrusse », dans Adolphe Robert et Gaston Cougny, Dictionnaire des parlementaires français, Edgar Bourloton, 1889-1891 [détail de l’édition]